# Georgian Idol 2019
Die achte Staffel von Georgian Idol fand vom 5. Januar 2019 bis zum 3. März 2019 statt und war die georgische Vorentscheidung zum Eurovision Song Contest 2019 in Tel Aviv, Israel.

## Format

### Konzept
Georgian Idol ist der georgische Ableger der britischen Castingshow Pop Idol und wurde jährlich von 2008 bis 2013 ausgestrahlt. 2017 kehrte das Format unter den Namen Georgian Idol zurück und soll nun 2019 sowohl den Interpreten, als auch das Lied zum Eurovision Song Contest auswählen. Produzent der Sendung ist Nova Productions.
Teilnehmen kann jeder georgische Staatsbürger der mindestens 16 Jahre alt ist. Die ersten Auditions wurden am 27. Oktober 2018 in Tbilisi abgehalten. Weitere Auditions folgten in anderen Städten Georgiens an folgenden Daten:
- 30. Oktober in Telavi & Gurjaani
- 31. Oktober in Akhmeta & Lagodekhi
- 1. November in Gori
- 2. November in Borjomi & Akhaltsikhe
- 3. November in Tbilisi
- 4. November 4 in Tbilisi
- 6. November in Chiatura
- 7. November in Kutaisi

Die erste Sendung soll dann am 1. Januar 2019 übertragen werden. Das Finale soll am 3. März 2019 stattfinden. Die Sendung soll also von Januar 2019 bis März 2019 laufen.

### Abstimmungsverfahren
In den späteren Liveshows konnten alleinig die Zuschauer für ihre Favoriten per Televoting und per Facebook über den Messenger abstimmen, während in den Castingrunden lediglich die Jury das Ergebnis bestimmt.

### Beitragswahl
Am 22. Dezember 2018 startete GPB einen Aufruf, Lieder für die Sendung einzureichen. Diese sollen den Regeln des Eurovision Song Contests entsprechen. Sonstige Beschränkungen gibt es nicht. Bis zum 1. Februar 2019 konnten Beiträge eingereicht werden. Am gleichen Tag gab GPB bekannt, dass sie über 200 Lieder erhalten haben. Am 17. Februar 2019 gab der Sender bekannt, dass das Lied beim Eurovision Song Contest auf Georgisch gesungen wird.

### Moderation
Am 7. November 2018 gab GPB bekannt, dass Vaniko Tarkhnishvili und Ruska Makashvili durch die Sendung führen werden.

### Jury
Am 11. Dezember 2018 gab GPB die vier Juroren der Sendung bekannt:
- Stephane Mgebrishvili (Ursprünglicher georgischer Interpret zum Eurovision Song Contest 2009)
- Natia Todua (Siegerin der Staffel von The Voice Germany)
- Tinatin Berdzenishvili (Mediendirektor bei GPB)
- Zaza Shengelia (CEO von Bravo Records)

## Castingrunden

### Sendung 1
Die erste Sendung der Castingrunden wurde am 5. Januar 2019 ausgestrahlt. Folgende neun Sänger- und Sängerinnen qualifizierten sich für die nächste Runde:
- Mariam Dokvadze
- Tamar Lachkhepiani
- Ikako Aleqsidze
- Mariam Jordania
- Natia Nanobashvili
- Giorgi Nakashidze
- Mariam Goguadze
- Afik Navruzov
- David Kalandadze

### Sendung 2
Die zweite Sendung der Castingrunden wurde am 12. Januar 2019 ausgestrahlt. Folgende elf Sänger- und Sängerinnen qualifizierten sich für die nächste Runde:
- Liza Mebonia
- Pini Kapanadze
- Giorgi Pruidze
- Gedevan Kevlishvili
- Besik Nemsadze
- Oto Nemsadze
- Maria Tsimintia
- Anastasia Pirveli
- Iru Khechanovi
- Dima Kobeshavidze
- Liza Kalandadze

### Sendung 3
Die dritte Sendung der Castingrunden wurde am 19. Januar 2019 ausgestrahlt. Folgende zehn Teilnehmer qualifizierten sich dabei für die Live-Shows:
- Mariam Kakhelishvili
- Ikako Aleksidze
- Dima Kobeshavidze
- Liza Kalandadze
- Nini Tsnobiladze
- Giorgi Pruidze
- Giorgi Nakashidze
- Beso Nemsadze
- Oto Nemsadze
- Tamar Lachkhepiani

## Live-Shows
Die Live-Shows finden vom 26. Januar 2019 bis zum 2. März 2019 statt. Die folgende Übersicht zeigt das Abschneiden der zehn Teilnehmer der Live-Shows. Die Prozentangaben unter der Platzierung zeigen das Televoting-Ergebnis.
 Kandidat befand sich unter den letzten Zwei.
 Kandidat befand sich unter den letzten Drei.
 Kandidat erhielt die wenigsten Stimmen und schied aus.
 Kandidat erhielt die meisten Stimmen und war Sieger der Sendung.
| Teilnehmer           | Show 1 (26. Januar 2019) | Show 2 (2. Februar 2019) | Show 3 (9. Februar 2019) | Show 4 (16. Februar 2019) | Halbfinale (23. Februar 2019) | Finale (3. März 2019) |
| -------------------- | ------------------------ | ------------------------ | ------------------------ | ------------------------- | ----------------------------- | --------------------- |
| Oto Nemsadze         | 1. 14,84 %               | 1. 21,90 %               | 2. 22,57 %               | 2. 23,09 %                | 2. 27,23 %                    | 1. 44,13 %            |
| Liza Kalandadze      | 3. 12,97 %               | 2. 19,42 %               | 1. 24,05 %               | 1. 33,03 %                | 1. 30,18 %                    | 2. 35,51 %            |
| Giorgi Pruidze       | 6. 8,93 %                | 4. 9,87 %                | 5. 10,96 %               | 4. 10,44 %                | 4. 14,35 %                    | 3. 11,06 %            |
| Giorgi Nakashidze    | 7. 7,39 %                | 6. 9,25 %                | 3. 11,98 %               | 3. 12,59 %                | 3. 14,51 %                    | 4. 9,30 %             |
| Nini Tsnobiladze     | 8. 7,14 %                | 5. 9,79 %                | 6. 9,93 %                | 5. 10,39 %                | 5. 13,73 %                    | Ausgeschieden         |
| Tamar Lachkhepiani   | 2. 13,57 %               | 3. 12,94 %               | 4. 11,59 %               | 6. 9,65 %                 | Ausgeschieden                 | Ausgeschieden         |
| Ikako Aleksidze      | 5. 11,28 %               | 7. 8,73 %                | 7. 8,92 %                | Ausgeschieden             | Ausgeschieden                 | Ausgeschieden         |
| Dima Kobeshavidze    | 4. 12,15 %               | 8. 8,10 %                | Ausgeschieden            | Ausgeschieden             | Ausgeschieden                 | Ausgeschieden         |
| Mariam Kakhelishvili | 9. 6,44 %                | Ausgeschieden            | Ausgeschieden            | Ausgeschieden             | Ausgeschieden                 | Ausgeschieden         |
| Korben               | 10. 5,29 %               | Ausgeschieden            | Ausgeschieden            | Ausgeschieden             | Ausgeschieden                 | Ausgeschieden         |

## Finale
Das Finale findet am 3. März 2019 statt. Die vier Finalisten konnten sich von den drei Liedvorschlägen jeweils einen für das Finale aussuchen.
| Platz | Startnr. | Interpret         | Lied Musik (M) und Text (T)          | Sprache   | Übersetzung (inoffiziell)            | Zuschauer | Zuschauer |
| Platz | Startnr. | Interpret         | Lied Musik (M) und Text (T)          | Sprache   | Übersetzung (inoffiziell)            | Stimmen   | %         |
| ----- | -------- | ----------------- | ------------------------------------ | --------- | ------------------------------------ | --------- | --------- |
| 1.    | 3        | Oto Nemsadze      | Sul Tsin Iare M/T: Roman Giorgadze   | Georgisch | Gehe weiter                          | 53.798    | 44,13 %   |
| 2.    | 2        | Liza Kalandadze   | Sevdisperi Zgva M/T: Levan Basharuli | Georgisch | Der See in der Farbe der Traurigkeit | 43.289    | 35,51 %   |
| 3.    | 1        | Giorgi Nakashidze | Sul Tsin Iare M/T: Roman Giorgadze   | Georgisch | Gehe weiter                          | 13.483    | 11,06 %   |
| 4.    | 4        | Giorgi Pruidze    | Me Mjera M/T: Tamar Babilua          | Georgisch | Ich glaube                           | 11.337    | 09,30 %   |